# Грушківська сільська рада (Тлумацький район)
| Грушківська сільська рада — колишній орган місцевого самоврядування у Тлумацькому районі Івано-Франківської області з адміністративним центром у с. Грушка. Водоймища на території, підпорядкованій даній раді: річка Млинівка. Сільській раді були підпорядковані населені пункти: - с. Грушка - с. Мельники |

## Склад ради
Рада складалася з 16 депутатів та голови.

### Керівний склад ради
| ПІБ                     | Основні відомості                                                                                  | Дата обрання | Дата звільнення |
| ----------------------- | -------------------------------------------------------------------------------------------------- | ------------ | --------------- |
| Семків Богдан Іванович  | Сільський голова, 1958 року народження, освіта, член Всеукраїнського об'єднання «Батьківщина»      | 26.03.2006   | 31.10.2010      |
| Семків Богдан Іванович  | Сільський голова, 1958 року народження, освіта середня спеціальна, безпартійний                    | 31.10.2010   | 09.09.2012      |
| Худицький Ігор Іванович | Сільський голова, 1973 року народження, освіта вища, член Всеукраїнського об'єднання «Батьківщина» | 09.09.2012   |                 |

Примітка: таблиця складена за даними джерела